# Sylwia Błażkiewicz
Sylwia Błażkiewicz (ur. 7 maja 1975) – polska koszykarka, występująca na pozycji środkowej.

## Osiągnięcia
Na podstawie, o ile nie zaznaczono inaczej.

### Drużynowe
- Mistrzyni Polski (1996, 1998)
- Wicemistrzyni Polski (1997)
- Brązowa medalistka mistrzostw Polski (1995)
- Zdobywczyni Pucharu Polski (1997)

### Reprezentacja
- Brązowa medalistka mistrzostw świata U–19 (1993)[2]